# Malèna (2000.)
Malèna je talijanski igrani film snimljen 2000. u režiji Giuseppea Tornatorea. Po žanru je drama, a radnja je smještena u sicilijanski gradić u doba drugog svjetskog rata gdje naslovnoj protagonistici (čiji lik tumači Monica Bellucci) muž odlazi u vojsku, a nakon čega je izložena stalnom zavođenju drugih muškaraca, te zlostavljanju žena ljubomornih na njenu ljepotu. Radnja prati njene napore da se othrva tim iskušenjima, osobito teške nakon što u grad stiže vijest o smrti njenog muža - i drastične posljedice njenog konačnog neuspjeha u tom naporu, i to iz perspektive 13-godišnjeg dječaka zaljubljenog u nju.
Glazbeni zapis filma, koji je djelo Ennia Morriconea, bio je nominiran za Oscara 2001.

## Uloge
- Monica Bellucci - Malèna Skordija
- Giuseppe Sulfaro - Renato Amoroso
- Luciano Federico - Renatov otac
- Matilde Piana - Renatova majka
- Pietro Notarianni - profesor Bonsignore
- Gaetano Aronica - Nino Scordija
- Gilberto Idonea -  odvjetnik Centorbi
- Angelo Pellegrino - vođa stranke
- Gabriella Di Luzio - Mantenuta del Barone

## Vanjske poveznice
- Malèna na Rotten Tomatoes
- Malèna DVD review at DVD Times